# Vocea României (sezonul 6)
Cel de-al șaselea sezon al talent show-ului românesc Vocea României a debutat la Pro TV pe 9 septembrie 2016 și a luat sfârșit pe 16 decembrie 2016. Prezentatorul Pavel Bartoș și cei patru jurați — Tudor Chirilă, Loredana Groza, Smiley și Marius Moga — au revenit și în acest sezon, iar Oana Tache a fost înlocuită de Lili Sandu ca V Reporter. Câștigătoarea sezonului a fost Teodora Buciu, din echipa Tudor, marcând, astfel, cea de-a treia victorie consecutivă a lui Chirilă ca antrenor.

## Preselecții
Înscrierile pentru cel de-al șaselea sezon au început în decembrie 2015, iar preselecțiile au avut loc în primăvara anului 2016, în următoarele localități, în paralel cu preselecțiile pentru primul sezon Vocea României Junior:
- 06 martie 2016 – Hotel Kronwell, Brașov
- 13 martie 2016 – Hotel Continental, Timișoara
- 20 martie 2016 – Hotel Unirea, Iași
- 27 martie 2016 – Hotel Golden Tulip Ana Dome, Cluj-Napoca
- 09 și 10 aprilie 2016 – Hotel IBIS Gara de Nord, București[7]

Preselecțiile au avut rolul de a selecta concurenții care urmau să participe la etapa audițiilor pe nevăzute, filmată la începutul lunii iulie la studiourile Kentauros din Ștefăneștii de Jos.

## Particularitățile sezonului
- Au existat 4 etape: audițiile pe nevăzute, confruntările, knockouturile și spectacolele live.
- La sfârșitul fiecărei audiții, chiar și în cazul în care concurentul nu a mers mai departe, s-au întors toate cele 4 scaune.
- Antrenorii au format echipe de câte 14 concurenți, din care 7 și-au câștigat confruntările.
- Antrenorii au putut fura câte doi concurenți pierzători la confruntări, astfel că echipele au fost aduse la 9 concurenți. Odată furați, concurenții au avut locul asigurat până la finalul etapei.
- La finalul etapei confruntărilor, nu a avut loc proba cântecului decisiv.
- S-a desfășurat etapa knockouturilor, în care antrenorii și-au ales numai o treime din concurenți.
- Fiecare antrenor a avut dreptul de a promova 3 concurenți la etapa spectacolelor live.
- Au existat 3 spectacole live.
- Ca urmare a numărului mic de concurenți în spectacolele live, concurenții nu au fost împărțiți în jumătăți. În primul spectacol live, eliminarea s-a făcut prin decizia antrenorului, fără o probă suplimentară.
- În semifinală, au avut loc dueluri încrucișate, ce s-au finalizat prin decizia publicului de a elimina unul dintre participanți.

## Echipe
| Legendă                                    | Legendă |
| ------------------------------------------ | --- |
| - Câștigător - Locul 2 - Locul 3 - Locul 4 | - Eliminat în semifinală - Eliminat în primul spectacol live - Eliminat în etapa knockouturilor - „Furat” în etapa confruntărilor - Eliminat în etapa confruntărilor |

| Antrenor | Antrenor       | Concurenți        | Concurenți           | Concurenți              | Concurenți      |
| --- | -------------- | ----------------- | -------------------- | ----------------------- | --------------- |
| | Tudor Chirilă  | Teodora Buciu     | Robert Botezan       | Iuliana Dobre           | Dragoș Anghel   |
| Francesca Ilie | Tudor Chirilă  | Ioana Hrișcă      | Evelina Vîrlan       | Vlad Constantin         |                 |
| Rose Marie Velasquez | Tudor Chirilă  | Camelia Crișan    | Izabella Jakab-Péter | Miruna Ionescu          |                 |
| Vitalie Negruță | Tudor Chirilă  | Șerban Radu       | Rodica Olișevschi    | Adrian Corlaciu         |                 |
| |                |                   |                      |                         |                 |
| | Smiley         | Alexandru Mușat   | Ramona Nerra         | Sebastian Seredinschi   | Bárbara Isasi   |
| Ion Barbu | Smiley         | Mihaela Chisnencu | Miruna Ionescu       | Maria-Eliza Avramescu   |                 |
| Șerban Radu | Smiley         | Zinaida Cojocaru  | Astrid Petcu         | Elena Munteanu          |                 |
| Mihai Olteanu | Smiley         | Cătălina Adam     | Rose Marie Velasquez | Adelina Borșan          |                 |
| |                |                   |                      |                         |                 |
| | Marius Moga    | Ioana Ignat       | Ionuț Trif           | Alexandru Baroc         | Zinaida Basarab |
| Ana Maria Roșu | Marius Moga    | Andreea Olaru     | Cătălina Godică      | Cezar Panaitescu        |                 |
| Astrid Petcu | Marius Moga    | Corina Cuniuc     | Lavinia Ștefan       | Victoria Guțu-Peșterean |                 |
| Florin Popa | Marius Moga    | Radu Iaszberenyi  | Andreea Sandu        | Viorel Grecu            |                 |
| |                |                   |                      |                         |                 |
| | Loredana Groza | Ștefan Roșcovan   | Andreea Ioncea       | Howard Dell             | Florin Popa     |
| Eduard Santha | Loredana Groza | Beatrice Apostu   | Adelina Borșan       | Georgiana Agarici       |                 |
| Rucsandra Iliescu | Loredana Groza | Miruna Vizeteu    | Ana Balmuș           | Monica Andrei           |                 |
| Bogdan Negroiu | Loredana Groza | Alina Mocanu      | Bogdan Teohari       | Vlad Constantin         |                 |
| Notă: Numele scrise cursiv reprezintă concurenți furați de la alt antrenor (aceleași nume sunt tăiate în cadrul vechilor echipe). |                |                   |                      |                         |                 |

## Audiții pe nevăzute

### Episodul 1 (9 septembrie)
Primul dintre cele 7 episoade înregistrate cuprinzând audiții pe nevăzute a fost difuzat pe 9 septembrie 2016. În deschiderea sezonului, cei 4 antrenori au interpretat piesa „A Kind of Magic” a trupei Queen.
| Legendă | - ✔ Antrenorul și-a apăsat butonul „EU TE VREAU” - Concurentul a fost eliminat | - Concurentul a intrat automat în echipa antrenorului - Concurentul a ales acest antrenor |

| Ordine | Concurent             | Vârstă | Origine    | Cântec                                               | Alegerile antrenorilor și ale concurenților | Alegerile antrenorilor și ale concurenților | Alegerile antrenorilor și ale concurenților | Alegerile antrenorilor și ale concurenților |
| Ordine | Concurent             | Vârstă | Origine    | Cântec                                               | Tudor                                       | Loredana                                    | Smiley                                      | Moga                                        |
| ------ | --------------------- | ------ | ---------- | ---------------------------------------------------- | ------------------------------------------- | ------------------------------------------- | ------------------------------------------- | ------------------------------------------- |
| 1      | Teodora Buciu         | 17     | București  | „Purple Rain” (Prince and The Revolution)            | ✔                                           | ✔                                           | ✔                                           | ✔                                           |
| 2      | Ana Miruna Ionescu    | 23     | Pitești    | „Who Knew” (Pink)                                    | ✔                                           | ✔                                           | —                                           | —                                           |
| 3      | Roman Burasanzve      | 24     | Chișinău   | „I Got a Woman” (Ray Charles)                        | —                                           | —                                           | —                                           | —                                           |
| 4      | Corina Cuniuc         | 23     | Paris      | „Feeling Good” (Cy Grant / Nina Simone)              | ✔                                           | ✔                                           | ✔                                           | ✔                                           |
| 5      | Alina Gabriela Mocanu | 17     | Focșani    | „Masterpiece” (Jessie J)                             | —                                           | ✔                                           | —                                           | —                                           |
| 6      | Mihai Ionuț Trif      | 26     | Căstău     | „Supergirl” (Reamonn)                                | —                                           | ✔                                           | ✔                                           | ✔                                           |
| 7      | Maria Magdalena Duțu  | 38     | Brăila     | „E adevărat, iubirea mea” (Mihaela Runceanu)         | —                                           | —                                           | —                                           | —                                           |
| 8      | Rucsandra Iliescu     | 24     | Constanța  | „Bang Bang” (Jessie J, Ariana Grande și Nicki Minaj) | —                                           | ✔                                           | —                                           | —                                           |
| 9      | Andrei Bănuță         | 17     | Eforie     | „Fireflies” (Owl City)                               | —                                           | —                                           | —                                           | —                                           |
| 10     | Ramona Nerra (Negrea) | 36     | Düsseldorf | „Should've Been Us” (Tori Kelly)                     | —                                           | ✔                                           | ✔                                           | ✔                                           |
| 11     | Ana-Maria Cîrnu       | 18     | Năvodari   | „Vama Veche” (Vama Veche)                            | —                                           | —                                           | —                                           | —                                           |
| 12     | Anda Mareș            | 19     | București  | „Mamma Knows Best” (Jessie J)                        | —                                           | —                                           | —                                           | —                                           |
| 13     | Adrian Corlaciu       | 48     | Sibiu      | „Born to Be Wild” (Steppenwolf)                      | ✔                                           | —                                           | ✔                                           | ✔                                           |

### Episodul 2 (11 septembrie)
Al doilea episod a fost difuzat pe 11 septembrie 2016.
| Ordine | Concurent                      | Vârstă | Origine          | Cântec                                                            | Alegerile antrenorilor și ale concurenților | Alegerile antrenorilor și ale concurenților | Alegerile antrenorilor și ale concurenților | Alegerile antrenorilor și ale concurenților |
| Ordine | Concurent                      | Vârstă | Origine          | Cântec                                                            | Tudor                                       | Loredana                                    | Smiley                                      | Moga                                        |
| ------ | ------------------------------ | ------ | ---------------- | ----------------------------------------------------------------- | ------------------------------------------- | ------------------------------------------- | ------------------------------------------- | ------------------------------------------- |
| 1      | Howard Dell                    | 54     | București        | „Get Here” (Brenda Russell)                                       | ✔                                           | ✔                                           | ✔                                           | ✔                                           |
| 2      | Denisa Lőte                    | 20     | Gherla           | „Me, Myself & I” (G-Eazy și Bebe Rexha)                           | —                                           | —                                           | —                                           | —                                           |
| 3      | Adelina Borșan                 | 37     | București        | „That Man” (Caro Emerald)                                         | —                                           | ✔                                           | ✔                                           | —                                           |
| 4      | Alexandru Baroc                | 24     | București        | „Hotline Bling” (Drake)                                           | —                                           | —                                           | ✔                                           | ✔                                           |
| 5      | Elena Munteanu                 | 27     | București        | „Virtual Insanity” (Jamiroquai)                                   | ✔                                           | —                                           | ✔                                           | —                                           |
| 6      | Mădălina Mantu                 | 45     | Hanovra          | „Theme from New York, New York” (Liza Minnelli)                   | —                                           | —                                           | —                                           | —                                           |
| 7      | Camelia Maria Crișan           | 19     | Cluj-Napoca      | „Big Spender” (Helen Gallagher și Thelma Oliver / Shirley Bassey) | ✔                                           | —                                           | ✔                                           | ✔                                           |
| 8      | Bogdan Negroiu                 | 40     | București        | „Apa” (Loredana Groza și Cabron)                                  | —                                           | ✔                                           | ✔                                           | —                                           |
| 9      | Ioana Ardelean                 | 16     | Popești          | „Ain't No Other Man” (Christina Aguilera)                         | —                                           | —                                           | —                                           | —                                           |
| 10     | Alexandru Moldoveanu           | 21     | Constanța        | „Me and Mrs. Jones” (Billy Paul)                                  | —                                           | —                                           | —                                           | —                                           |
| 11     | Flavia Andreea Sandu           | 18     | Cluj-Napoca      | „When We Were Young” (Adele)                                      | —                                           | —                                           | —                                           | ✔                                           |
| 12     | Levente Hamar                  | 33     | Purcăreni        | „Bring Me to Life” (Evanescence)                                  | —                                           | —                                           | —                                           | —                                           |
| 13     | Tatiana Turtureanu             | 25     | Chișinău         | „Wrecking Ball” (Miley Cyrus)                                     | —                                           | —                                           | —                                           | —                                           |
| 14     | Sebastian-Claudius Seredinschi | 21     | Vălenii de Munte | „Pillowtalk” (Zayn Malik)                                         | ✔                                           | ✔                                           | ✔                                           | ✔                                           |

### Episodul 3 (16 septembrie)
Al treilea episod a fost difuzat pe 16 septembrie 2016.
| Ordine | Concurent                              | Vârstă | Origine   | Cântec                                                                                   | Alegerile antrenorilor și ale concurenților | Alegerile antrenorilor și ale concurenților | Alegerile antrenorilor și ale concurenților | Alegerile antrenorilor și ale concurenților |
| Ordine | Concurent                              | Vârstă | Origine   | Cântec                                                                                   | Tudor                                       | Loredana                                    | Smiley                                      | Moga                                        |
| ------ | -------------------------------------- | ------ | --------- | ---------------------------------------------------------------------------------------- | ------------------------------------------- | ------------------------------------------- | ------------------------------------------- | ------------------------------------------- |
| 1      | Diana Astrid Petcu                     | 20     | București | „Sub pielea mea” (Carla's Dreams)                                                        | ✔                                           | ✔                                           | ✔                                           | —                                           |
| 2      | Ioan Armean                            | 26     | Sibiu     | „Brother” (Matt Corby)                                                                   | —                                           | —                                           | —                                           | —                                           |
| 3      | Rose Ma-Rieyadh „Rose Marie” Velasquez | 28     | Makati    | „Rise Up” (Andra Day)                                                                    | ✔                                           | ✔                                           | ✔                                           | ✔                                           |
| 4      | Ștefan Roșcovan                        | 17     | Chișinău  | „Hold On, We're Going Home” (Drake și Majid Jordan)                                      | —                                           | ✔                                           | —                                           | —                                           |
| 5      | Andreea Ilie                           | 21     | Craiova   | „Be Without You” (Mary J. Blige)                                                         | —                                           | —                                           | —                                           | —                                           |
| 6      | Ana-Maria-Francesca Ilie               | 24     | Craiova   | „My Kind of Love” (Emeli Sandé)                                                          | ✔                                           | —                                           | —                                           | —                                           |
| 7      | Ioana Constantin                       | 26     | București | „Ain't Nobody (Loves Me Better)” (Rufus și Chaka Khan / Felix Jaehn și Jasmine Thompson) | —                                           | —                                           | —                                           | —                                           |
| 8      | DJ Harra (Dana Neacșu)                 | 33     | București | „What's a Woman?” (Vaya Con Dios)                                                        | —                                           | —                                           | —                                           | —                                           |
| 9      | Șerban Gabriel Radu                    | 17     | București | „Home” (Michael Bublé)                                                                   | ✔                                           | —                                           | ✔                                           | —                                           |
| 10     | Rodica Olișevschi                      | 24     | Chișinău  | „Don't Worry, Be Happy” (Bobby McFerrin)                                                 | ✔                                           | —                                           | ✔                                           | —                                           |
| 11     | Bogdan Teohari                         | 23     | Galați    | „Dear Darlin'” (Olly Murs)                                                               | —                                           | ✔                                           | —                                           | —                                           |
| 12     | Maxim Zavidia                          | 27     | Chișinău  | „Billie Jean” (Michael Jackson)                                                          | —                                           | —                                           | —                                           | —                                           |
| 13     | Mihaela Agache                         | 30     | Galați    | „I Will Never Let You Down” (Rita Ora)                                                   | —                                           | —                                           | —                                           | —                                           |
| 14     | Cătălina Godică                        | 21     | Galați    | „Lay Me Down” (Sam Smith)                                                                | ✔                                           | ✔                                           | ✔                                           | ✔                                           |

### Episodul 4 (23 septembrie)
Al patrulea episod a fost difuzat pe 23 septembrie 2016.
| Ordine | Concurent               | Vârstă | Origine       | Cântec                                                                    | Alegerile antrenorilor și ale concurenților | Alegerile antrenorilor și ale concurenților | Alegerile antrenorilor și ale concurenților | Alegerile antrenorilor și ale concurenților |
| Ordine | Concurent               | Vârstă | Origine       | Cântec                                                                    | Tudor                                       | Loredana                                    | Smiley                                      | Moga                                        |
| ------ | ----------------------- | ------ | ------------- | ------------------------------------------------------------------------- | ------------------------------------------- | ------------------------------------------- | ------------------------------------------- | ------------------------------------------- |
| 1      | Alexandru Mușat         | 21     | Bistrița      | „Have You Ever Loved a Woman” (Freddie King)                              | ✔                                           | ✔                                           | ✔                                           | ✔                                           |
| 2      | Beatrice Apostu         | 25     | București     | „Fighter” (Christina Aguilera)                                            | ✔                                           | ✔                                           | —                                           | —                                           |
| 3      | Sanja Pavel             | 24     | Skopje        | „Don't Let Me Down” (The Chainsmokers și Daya)                            | —                                           | —                                           | —                                           | —                                           |
| 4      | Monica Andreea Andrei   | 31     | București     | „Heartbeat Song” (Kelly Clarkson)                                         | —                                           | ✔                                           | —                                           | —                                           |
| 5      | Zoran Demian            | 17     | Timișoara     | „Bensonhurst Blues” (Oscar Benton)                                        | —                                           | —                                           | —                                           | —                                           |
| 6      | Evelina Vîrlan          | 22     | Chișinău      | „Stay” (Rihanna și Mikky Ekko)                                            | ✔                                           | ✔                                           | —                                           | —                                           |
| 7      | Eduard Antochi          | 42     | Buzău         | „How You Remind Me” (Nickelback)                                          | —                                           | —                                           | —                                           | —                                           |
| 8      | Cezar Adrian Panaitescu | 37     | București     | „Starlight” (Muse)                                                        | —                                           | —                                           | ✔                                           | ✔                                           |
| 9      | Andreea Olaru           | 21     | Botoșani      | „You Know I'm No Good” (Amy Winehouse)                                    | —                                           | —                                           | ✔                                           | ✔                                           |
| 10     | Mirela Bobe             | 28     | Bolintin-Vale | „Something's Got a Hold on Me” (Etta James)                               | —                                           | —                                           | —                                           | —                                           |
| 11     | Vitalie Negruță         | 29     | Chișinău      | „How Am I Supposed to Live Without You” (Laura Branigan / Michael Bolton) | ✔                                           | —                                           | —                                           | —                                           |
| 12     | Ecaterina Maria Lupșa   | 29     | București     | „Give Me One Reason” (Tracy Chapman)                                      | —                                           | —                                           | —                                           | —                                           |
| 13     | Maria-Eliza Avramescu   | 26     | Timișoara     | „Afterglow” (Wilkinson)                                                   | ✔                                           | ✔                                           | ✔                                           | ✔                                           |

### Episodul 5 (30 septembrie)
Al cincilea episod a fost difuzat pe 30 septembrie 2016.
| Ordine | Concurent                 | Vârstă | Origine          | Cântec                                                           | Alegerile antrenorilor și ale concurenților | Alegerile antrenorilor și ale concurenților | Alegerile antrenorilor și ale concurenților | Alegerile antrenorilor și ale concurenților |
| Ordine | Concurent                 | Vârstă | Origine          | Cântec                                                           | Tudor                                       | Loredana                                    | Smiley                                      | Moga                                        |
| ------ | ------------------------- | ------ | ---------------- | ---------------------------------------------------------------- | ------------------------------------------- | ------------------------------------------- | ------------------------------------------- | ------------------------------------------- |
| 1      | Ioana Ignat               | 18     | Botoșani         | „Bird Set Free” (Sia)                                            | ✔                                           | ✔                                           | ✔                                           | ✔                                           |
| 2      | Eduard Santha             | 28     | București        | „Sexy and I Know It” (LMFAO)                                     | —                                           | ✔                                           | —                                           | —                                           |
| 3      | Zinaida Cojocaru          | 18     | Chișinău         | „Dream a Little Dream of Me” (Ozzie Nelson)                      | ✔                                           | —                                           | ✔                                           | —                                           |
| 4      | Rareș Jucan               | 21     | Satu Mare        | „Where Are Ü Now” (Jack Ü și Justin Bieber)                      | —                                           | —                                           | —                                           | —                                           |
| 5      | Loredana Ioniță-Dorobanțu | 28     | București        | „Be the One” (Dua Lipa)                                          | —                                           | —                                           | —                                           | —                                           |
| 6      | Robert Botezan            | 19     | Sibiu            | „I'm Not the Only One” (Sam Smith)                               | ✔                                           | ✔                                           | ✔                                           | ✔                                           |
| 7      | Andreea Ionela Ioncea     | 26     | București        | „Changing” (Sigma și Paloma Faith)                               | —                                           | ✔                                           | —                                           | —                                           |
| 8      | Daniel Câmpeanu           | 49     | Roșiorii de Vede | „Le mal de toi” (François Feldman)                               | —                                           | —                                           | —                                           | —                                           |
| 9      | Dragoș Anghel             | 27     | București        | „It's a Man's Man's Man's World” (James Brown)                   | ✔                                           | —                                           | —                                           | —                                           |
| 10     | Iulia Stoica              | 22     | Sibiu            | „Runnin' (Lose It All)” (Naughty Boy, Beyoncé și Arrow Benjamin) | —                                           | —                                           | —                                           | —                                           |
| 11     | Aneea Opriș               | 25     | Sibiu            | „I Can't Stand the Rain” (Ann Peebles / Tina Turner)             | —                                           | —                                           | —                                           | —                                           |
| 12     | Radu Iaszberenyi          | 35     | Baia Mare        | „Crazy” (Seal)                                                   | —                                           | —                                           | —                                           | ✔                                           |
| 13     | Bárbara Isasi             | 28     | București        | „Rather Be” (Clean Bandit și Jess Glynne)                        | —                                           | ✔                                           | ✔                                           | —                                           |

### Episodul 6 (7 octombrie)
Al șaselea episod a fost difuzat pe 7 octombrie 2016.
| Ordine | Concurent                 | Vârstă | Origine        | Cântec                                                    | Alegerile antrenorilor și ale concurenților | Alegerile antrenorilor și ale concurenților | Alegerile antrenorilor și ale concurenților | Alegerile antrenorilor și ale concurenților |
| Ordine | Concurent                 | Vârstă | Origine        | Cântec                                                    | Tudor                                       | Loredana                                    | Smiley                                      | Moga                                        |
| ------ | ------------------------- | ------ | -------------- | --------------------------------------------------------- | ------------------------------------------- | ------------------------------------------- | ------------------------------------------- | ------------------------------------------- |
| 1      | Iuliana Dobre             | 28     | Câmpina        | „The Show Must Go On” (Queen)                             | ✔                                           | —                                           | ✔                                           | —                                           |
| 2      | Mihai Olteanu             | 22     | București      | „Let Her Go” (Passenger)                                  | —                                           | —                                           | ✔                                           | —                                           |
| 3      | Ion Barbu                 | 23     | Chișinău       | „Say Something” (A Great Big World și Christina Aguilera) | ✔                                           | ✔                                           | ✔                                           | ✔                                           |
| 4      | Alexandra Aretta Ilie     | 16     | Brașov         | „Castle in the Snow” (The Avener și Kadebostany)          | —                                           | —                                           | —                                           | —                                           |
| 5      | Izabella Jakab-Péter      | 22     | Brașov         | „Billionaire” (Travie McCoy și Bruno Mars)                | ✔                                           | —                                           | —                                           | —                                           |
| 6      | Max Fall (Maxim Bodiu)    | 23     | Chișinău       | „Closer to the Edge” (30 Seconds to Mars)                 | —                                           | —                                           | —                                           | —                                           |
| 7      | Georgiana Agarici         | 19     | București      | „Soon We'll Be Found” (Sia)                               | —                                           | ✔                                           | —                                           | ✔                                           |
| 8      | Cristian Scutaru          | 38     | București      | „It's Not That Easy” (Lemar)                              | —                                           | —                                           | —                                           | —                                           |
| 9      | Diana Căldăraru           | 17     | Gura Humorului | „I Wish” (Stevie Wonder)                                  | —                                           | —                                           | —                                           | —                                           |
| 10     | Miruna-Elena Vizeteu      | 16     | București      | „Elastic Heart” (Sia, The Weeknd și Diplo)                | —                                           | ✔                                           | —                                           | —                                           |
| 11     | Florin Popa               | 20     | Sibiu          | „Love Yourself” (Justin Bieber)                           | ✔                                           | —                                           | ✔                                           | ✔                                           |
| 12     | Ana Maria Roșu            | 20     | București      | „Who's Lovin' You” (The Miracles / The Jackson 5)         | ✔                                           | ✔                                           | ✔                                           | ✔                                           |
| 13     | Diana Francesca Filipescu | 22     | Năvodari       | „Sweet People” (Alyosha)                                  | —                                           | —                                           | —                                           | —                                           |

### Episodul 7 (14 octombrie)
Al șaptelea episod a fost difuzat pe 14 octombrie 2016.
| Ordine | Concurent                          | Vârstă | Origine         | Cântec                                                                    | Alegerile antrenorilor și ale concurenților | Alegerile antrenorilor și ale concurenților | Alegerile antrenorilor și ale concurenților | Alegerile antrenorilor și ale concurenților |
| Ordine | Concurent                          | Vârstă | Origine         | Cântec                                                                    | Tudor                                       | Loredana                                    | Smiley                                      | Moga                                        |
| ------ | ---------------------------------- | ------ | --------------- | ------------------------------------------------------------------------- | ------------------------------------------- | ------------------------------------------- | ------------------------------------------- | ------------------------------------------- |
| 1      | Mihaela Ojog                       | 23     | Chișinău        | „Rhythm Inside” (Loïc Nottet)                                             | —                                           | —                                           | —                                           | —                                           |
| 2      | Valeria Pașa                       | 20     | Chișinău        | „Stronger (What Doesn't Kill You)” (Kelly Clarkson)                       | —                                           | —                                           | —                                           | —                                           |
| 3      | Vlad Constantin                    | 28     | București       | „Whole Lotta Love” (Led Zeppelin)                                         | —                                           | ✔                                           | —                                           | —                                           |
| 4      | Lavinia Ștefan                     | 41     | București       | „Un actor grăbit” (Laura Stoica)                                          | ✔                                           | ✔                                           | ✔                                           | ✔                                           |
| 5      | Mihaela Chisnencu                  | 22     | București       | „What Is Love” (V. Bozeman)                                               | ✔                                           | —                                           | ✔                                           | —                                           |
| 6      | Daniel Andrés Giraldo „Danny” Mazo | 30     | București       | „El perdón” (Nicky Jam și Enrique Iglesias)                               | —                                           | —                                           | —                                           | —                                           |
| 7      | Andrada „Ada” Palade               | 27     | București       | „Piece of My Heart” (Erma Franklin / Big Brother and the Holding Company) | —                                           | —                                           | —                                           | —                                           |
| 8      | Viorel Grecu                       | 22     | Chișinău        | „Radioactive” (Imagine Dragons)                                           | ✔                                           | ✔                                           | ✔                                           | ✔                                           |
| 9      | Victoria Peșterean                 | 20     | Chișinău        | „My Kind of Love” (Emeli Sandé)                                           | ✔                                           | —                                           | —                                           | ✔                                           |
| 10     | Ioana-Diana Hrișcă                 | 20     | Suceava         | „Am I the One” (Beth Hart)                                                | ✔                                           | —                                           | ✔                                           | ✔                                           |
| 11     | Filip Emanuel Lețu-Dragomir        | 18     | Focșani         | „Thinking Out Loud” (Ed Sheeran)                                          | —                                           | —                                           | —                                           | —                                           |
| 12     | Antonia-Irina Stancu               | 19     | București       | „The Hills” (The Weeknd)                                                  | —                                           | —                                           | —                                           | —                                           |
| 13     | Ana Balmuș                         | 28     | București       | „Crazy” (Gnarls Barkley)                                                  | —                                           | ✔                                           | —                                           | —                                           |
| 14     | Hunor Szabo                        | 35     | Sfântu Gheorghe | „Easy” (Commodores / Faith No More)                                       | —                                           | —                                           | —                                           | —                                           |
| 15     | Maria Cătălina Adam                | 22     | Câmpina         | „If I Ain't Got You” (Alicia Keys)                                        | —                                           | —                                           | ✔                                           | —                                           |

## Confruntări (21, 28 octombrie; 4, 11 noiembrie)
După audițiile pe nevăzute, fiecare antrenor a avut câte 14 concurenți pentru etapa confruntărilor, care a fost difuzată pe 21 octombrie, 28 octombrie, 4 noiembrie și 11 noiembrie 2016. Antrenorii și-au redus numărul de concurenți la jumătate și au „furat” câte doi concurenți fiecare din celelalte echipe.
| Legendă | - Concurent învingător - Concurent învins, dar „furat” | - Concurent învins și eliminat - ⃠ Antrenorul nu a putut fura acest concurent |

| Ord.                       | Antrenor                  | Învingător                | Cântec                                                                                            | Învins                    | Rezultatul „furtului”     | Rezultatul „furtului”     | Rezultatul „furtului”     | Rezultatul „furtului”     |
| Ord.                       | Antrenor                  | Învingător                | Cântec                                                                                            | Învins                    | Tudor                     | Loredana                  | Smiley                    | Moga                      |
| Episodul 8 (21 octombrie)  | Episodul 8 (21 octombrie) | Episodul 8 (21 octombrie) | Episodul 8 (21 octombrie)                                                                         | Episodul 8 (21 octombrie) | Episodul 8 (21 octombrie) | Episodul 8 (21 octombrie) | Episodul 8 (21 octombrie) | Episodul 8 (21 octombrie) |
| -------------------------- | ------------------------- | ------------------------- | ------------------------------------------------------------------------------------------------- | ------------------------- | ------------------------- | ------------------------- | ------------------------- | ------------------------- |
| 1                          | Marius Moga               | Ioana Ignat               | „Take Me to Church” (Hozier)                                                                      | Corina Cuniuc             | —                         | —                         | —                         | ⃠                          |
| 2                          | Smiley                    | Bárbara Isasi             | „Like I'm Gonna Lose You” (Meghan Trainor și John Legend)                                         | Mihai Olteanu             | —                         | —                         | ⃠                          | —                         |
| 3                          | Tudor Chirilă             | Iuliana Dobre             | „Bad Girl” (Alex Hepburn)                                                                         | Miruna Ionescu            | ⃠                          | —                         | ✔                         | ✔                         |
| 4                          | Marius Moga               | Andreea Olaru             | „Where the Wild Roses Grow” (Nick Cave and the Bad Seeds și Kylie Minogue)                        | Radu Iaszberenyi          | —                         | —                         | —                         | ⃠                          |
| 5                          | Tudor Chirilă             | Ioana Hrișcă              | „Single Ladies (Put a Ring on It)” (Beyoncé / Sara Bareilles)                                     | Rodica Olișevschi         | ⃠                          | —                         | —                         | —                         |
| 6                          | Loredana Groza            | Rucsandra Iliescu         | „Can't Stop the Feeling!” (Justin Timberlake)                                                     | Vlad Constantin           | ✔                         | ⃠                          | —                         | —                         |
| 7                          | Loredana Groza            | Howard Dell               | „Somewhere Out There” (Linda Ronstadt și James Ingram)                                            | Monica Andrei             | —                         | ⃠                          | —                         | —                         |
| Episodul 9 (28 octombrie)  |                           |                           |                                                                                                   |                           |                           |                           |                           |                           |
| 1                          | Marius Moga               | Ionuț Trif                | „The House of the Rising Sun” (Clarence Ashley și Gwen Foster / The Animals)                      | Lavinia Ștefan            | —                         | —                         | —                         | ⃠                          |
| 2                          | Tudor Chirilă             | Teodora Buciu             | „Don't Rain on My Parade” (Barbra Streisand)                                                      | Camelia Crișan            | ⃠                          | —                         | —                         | —                         |
| 3                          | Smiley                    | Alexandru Mușat           | „Lost on You” (LP)                                                                                | Zinaida Cojocaru          | ✔                         | —                         | ⃠                          | ✔                         |
| 4                          | Loredana Groza            | Ștefan Roșcovan           | „Lângă inima mea, vine inima ta” (Vank și Maria Radu)                                             | Miruna Vizeteu            | —                         | ⃠                          | —                         | —                         |
| 5                          | Marius Moga               | Cezar Panaitescu          | „7 Years” (Lukas Graham)                                                                          | Viorel Grecu              | —                         | —                         | —                         | ⃠                          |
| 6                          | Smiley                    | Maria-Eliza Avramescu     | „Ain't No Mountain High Enough” (Marvin Gaye și Tammi Terrell)                                    | Adelina Borșan            | —                         | ✔                         | ⃠                          | —                         |
| 7                          | Loredana Groza            | Andreea Ioncea            | „Alive” (Sia)                                                                                     | Ana Balmuș                | —                         | ⃠                          | —                         | —                         |
| Episodul 10 (4 noiembrie)  |                           |                           |                                                                                                   |                           |                           |                           |                           |                           |
| 1                          | Tudor Chirilă             | Robert Botezan            | „Demons” (Imagine Dragons)                                                                        | Izabella Jakab-Péter      | ⃠                          | —                         | —                         | —                         |
| 2                          | Loredana Groza            | Georgiana Agarici         | „Secret Love Song” (Little Mix și Jason Derulo)                                                   | Bogdan Teohari            | —                         | ⃠                          | —                         | —                         |
| 3                          | Marius Moga               | Alexandru Baroc           | „Marvin Gaye” (Charlie Puth și Meghan Trainor)                                                    | Victoria Guțu-Peșterean   | —                         | —                         | —                         | ⃠                          |
| 4                          | Smiley                    | Ramona Nerra              | „Sledgehammer” (Rihanna)                                                                          | Astrid Petcu              | —                         | ✔                         | ⃠                          | ✔                         |
| 5                          | Tudor Chirilă             | Francesca Ilie            | „Bridge over Troubled Water” (Simon & Garfunkel / Elvis Presley / Whitney Houston și CeCe Winans) | Șerban Radu               | ⃠                          | —                         | ✔                         | ✔                         |
| 6                          | Marius Moga               | Cătălina Godică           | „Sweet Child o' Mine” (Guns N' Roses)                                                             | Andreea Sandu             | —                         | —                         | —                         | ⃠                          |
| 7                          | Smiley                    | Ion Barbu                 | „My Immortal” (Evanescence)                                                                       | Cătălina Adam             | —                         | —                         | ⃠                          | —                         |
| Episodul 11 (11 noiembrie) |                           |                           |                                                                                                   |                           |                           |                           |                           |                           |
| 1                          | Smiley                    | Sebastian Seredinschi     | „Red” (Daniel Merriweather)                                                                       | Elena Munteanu            | —                         | —                         | ⃠                          | —                         |
| 2                          | Loredana Groza            | Eduard Santha             | „Beggin'” (The Four Seasons / Madcon)                                                             | Bogdan Negroiu            | —                         | ⃠                          | —                         | —                         |
| 3                          | Tudor Chirilă             | Evelina Vîrlan            | „Maybe I'm Amazed” (Paul McCartney / Dave Grohl și Norah Jones)                                   | Adrian Corlaciu           | ⃠                          | —                         | —                         | —                         |
| 4                          | Loredana Groza            | Beatrice Apostu           | „Can't Remember to Forget You” (Shakira și Rihanna)                                               | Alina Mocanu              | —                         | ⃠                          | —                         | —                         |
| 5                          | Marius Moga               | Ana Maria Roșu            | „Smells Like Teen Spirit” (Nirvana / Paul Anka)                                                   | Florin Popa               | —                         | ✔                         | —                         | ⃠                          |
| 6                          | Tudor Chirilă             | Dragoș Anghel             | „Roxanne” (The Police)                                                                            | Vitalie Negruță           | ⃠                          | —                         | —                         | —                         |
| 7                          | Smiley                    | Mihaela Chisnencu         | „Sugar” (Maroon 5)                                                                                | Rose Marie Velasquez      | ✔                         | —                         | ⃠                          | —                         |

## Knockouturi (18, 25 noiembrie)
După confruntări, fiecare antrenor a avut câte 9 concurenți pentru etapa knockouturilor, care a fost difuzată pe 18 și 25 noiembrie 2016. Antrenorii și-au grupat concurenții în grupe de câte trei. Câștigătorii grupelor s-au calificat în semifinalele live.
| Legendă | Concurent învingător | Concurent învins și eliminat |

| Ord.                       | Antrenor                   | Cântec                                                                | Concurenți                 | Concurenți                 | Cântec                                               |
| Ord.                       | Antrenor                   | Cântec                                                                | Învingător                 | Învinși                    | Cântec                                               |
| Episodul 12 (18 noiembrie) | Episodul 12 (18 noiembrie) | Episodul 12 (18 noiembrie)                                            | Episodul 12 (18 noiembrie) | Episodul 12 (18 noiembrie) | Episodul 12 (18 noiembrie)                           |
| -------------------------- | -------------------------- | --------------------------------------------------------------------- | -------------------------- | -------------------------- | ---------------------------------------------------- |
| 1                          | Smiley                     | „I Have Nothing” (Whitney Houston)                                    | Ramona Nerra               | Ion Barbu                  | „Boschetar” (Valentin Boghean)                       |
| 1                          | Smiley                     | „I Have Nothing” (Whitney Houston)                                    | Ramona Nerra               | Maria-Eliza Avramescu      | „Changing” (Sigma și Paloma Faith)                   |
| 2                          | Tudor Chirilă              | „With or Without You” (U2)                                            | Robert Botezan             | Francesca Ilie             | „That's Life” (Marion Montgomery / Frank Sinatra)    |
| 2                          | Tudor Chirilă              | „With or Without You” (U2)                                            | Robert Botezan             | Vlad Constantin            | „Hamburg Song” (Keane)                               |
| 3                          | Loredana Groza             | „Bad Girls” (Donna Summer)                                            | Ștefan Roșcovan            | Florin Popa                | „The A Team” (Ed Sheeran)                            |
| 3                          | Loredana Groza             | „Bad Girls” (Donna Summer)                                            | Ștefan Roșcovan            | Adelina Borșan             | „What's Love Got to Do with It” (Tina Turner)        |
| 4                          | Marius Moga                | „Wicked Game” (Chris Isaak / HIM)                                     | Ionuț Trif                 | Ana Maria Roșu             | „Chain of Fools” (Aretha Franklin)                   |
| 4                          | Marius Moga                | „Wicked Game” (Chris Isaak / HIM)                                     | Ionuț Trif                 | Cezar Panaitescu           | „Viva la Vida” (Coldplay)                            |
| 5                          | Smiley                     | „I Wish” (Stevie Wonder)                                              | Alexandru Mușat            | Bárbara Isasi              | „Solamente tú” (Pablo Alborán)                       |
| 5                          | Smiley                     | „I Wish” (Stevie Wonder)                                              | Alexandru Mușat            | Miruna Ionescu             | „Skyfall” (Adele)                                    |
| 6                          | Loredana Groza             | „In the Name of Love” (Martin Garrix și Bebe Rexha)                   | Andreea Ioncea             | Eduard Santha              | „Just a Gigolo” / „I Ain't Got Nobody” (Louis Prima) |
| 6                          | Loredana Groza             | „In the Name of Love” (Martin Garrix și Bebe Rexha)                   | Andreea Ioncea             | Georgiana Agarici          | „Love on the Brain” (Rihanna)                        |
| Episodul 13 (25 noiembrie) |                            |                                                                       |                            |                            |                                                      |
| 1                          | Loredana Groza             | „What's Going On” (Marvin Gaye)                                       | Howard Dell                | Beatrice Apostu            | „Heavy on My Heart” (Anastacia)                      |
| 1                          | Loredana Groza             | „What's Going On” (Marvin Gaye)                                       | Howard Dell                | Rucsandra Iliescu          | „Alarm” (Anne-Marie)                                 |
| 2                          | Tudor Chirilă              | „Bang Bang (My Baby Shot Me Down)” (Cher)                             | Teodora Buciu              | Dragoș Anghel              | „Wings” (Hurts)                                      |
| 2                          | Tudor Chirilă              | „Bang Bang (My Baby Shot Me Down)” (Cher)                             | Teodora Buciu              | Evelina Vîrlan             | „Zombie” (The Cranberries)                           |
| 3                          | Marius Moga                | „Stop!” (Sam Brown)                                                   | Ioana Ignat                | Zinaida Basarab            | „I Was Here” (Beyoncé)                               |
| 3                          | Marius Moga                | „Stop!” (Sam Brown)                                                   | Ioana Ignat                | Cătălina Godică            | „Foolish Games” (Jewel)                              |
| 4                          | Smiley                     | „Lay Me Down” (Sam Smith)                                             | Sebastian Seredinschi      | Mihaela Chisnencu          | „Clown” (Emeli Sandé)                                |
| 4                          | Smiley                     | „Lay Me Down” (Sam Smith)                                             | Sebastian Seredinschi      | Șerban Radu                | „Candle in the Wind” (Elton John)                    |
| 5                          | Marius Moga                | „Georgia on My Mind” (Hoagy Carmichael și orchestra sa / Ray Charles) | Alexandru Baroc            | Andreea Olaru              | „Can't Take My Eyes Off You” (Frankie Valli)         |
| 5                          | Marius Moga                | „Georgia on My Mind” (Hoagy Carmichael și orchestra sa / Ray Charles) | Alexandru Baroc            | Astrid Petcu               | „Fallin'” (Alicia Keys)                              |
| 6                          | Tudor Chirilă              | „All I Wanna Do Is Make Love to You” (Heart)                          | Iuliana Dobre              | Ioana Hrișcă               | „Say You Love Me” (Jessie Ware)                      |
| 6                          | Tudor Chirilă              | „All I Wanna Do Is Make Love to You” (Heart)                          | Iuliana Dobre              | Rose Marie Velasquez       | „(I Can't Get No) Satisfaction” (The Rolling Stones) |

## Spectacole live

### Săptămâna 1: primii 12 (2 decembrie)
Primul spectacol live a avut loc pe 2 decembrie 2016. În acesta, au concurat toți cei 12 concurenți rămași. Regula ediției a fost următoarea: din fiecare echipă se salvează favoritul publicului și încă un concurent ales de antrenor.
| Legendă | Concurent salvat de public | Concurent salvat de antrenor | Concurent eliminat |

| Ordine | Antrenor       | Concurent             | Cântec                                                 | Rezultat            |
| ------ | -------------- | --------------------- | ------------------------------------------------------ | ------------------- |
| 1      | Smiley         | Alexandru Mușat       | „Tennessee Whiskey” (David Allan Coe)                  | Salvat de public    |
| 2      | Smiley         | Ramona Nerra          | „Respect” (Aretha Franklin)                            | Salvată de antrenor |
| 3      | Smiley         | Sebastian Seredinschi | „Versace on the Floor” (Bruno Mars)                    | Eliminat            |
| 4      | Loredana Groza | Howard Dell           | „Isn't She Lovely” (Stevie Wonder)                     | Eliminat            |
| 5      | Loredana Groza | Andreea Ioncea        | „Vision of Love” (Mariah Carey)                        | Salvată de antrenor |
| 6      | Loredana Groza | Ștefan Roșcovan       | „Incomplete” (Backstreet Boys)                         | Salvat de public    |
| 7      | Tudor Chirilă  | Teodora Buciu         | „Lascia ch'io pianga” (Isabella Girardeau)             | Salvată de public   |
| 8      | Tudor Chirilă  | Robert Botezan        | „The Sound of Silence” (Simon & Garfunkel / Disturbed) | Salvat de antrenor  |
| 9      | Tudor Chirilă  | Iuliana Dobre         | „Help!” (The Beatles)                                  | Eliminată           |
| 10     | Marius Moga    | Alexandru Baroc       | „You Are Not Alone” (Michael Jackson)                  | Eliminat            |
| 11     | Marius Moga    | Ionuț Trif            | „Numai una” (Talisman)                                 | Salvat de antrenor  |
| 12     | Marius Moga    | Ioana Ignat           | „Je t'aime” (Lara Fabian)                              | Salvată de public   |

| Ordine | Artist                                      | Cântec                    |
| ------ | ------------------------------------------- | ------------------------- |
| 1      | Agurida, Mihai Mărgineanu și Loredana Groza | „Iac-așa! Ai ce trebuie!” |

### Săptămâna 2: semifinala (9 decembrie)
Semifinala a avut loc pe 9 decembrie 2016. În cadrul acesteia, au luat parte ultimii 2 concurenți rămași în fiecare echipă. Aceștia au participat, fiecare, la câte un „duel încrucișat” (cu un concurent din altă echipă), favoritul publicului câștigând duelul. Astfel, au rămas în concurs patru concurenți: doi din echipa Tudor, unul din echipa Smiley și una din echipa Moga. Pentru al doilea sezon consecutiv, ambii concurenți din echipa Loredana au fost eliminați în semifinală.
| Duel | Antrenor 1     | Cântec 1                               | Concurent 1     | Concurent 2    | Cântec 2                                                                        | Antrenor 2     |
| ---- | -------------- | -------------------------------------- | --------------- | -------------- | ------------------------------------------------------------------------------- | -------------- |
| 1    | Smiley         | „Yesterday” (The Beatles)              | Alexandru Mușat | Ionuț Trif     | „Nothing Else Matters” (Metallica)                                              | Marius Moga    |
| 2    | Marius Moga    | „Io vivrò (senza te)” (Lucio Battisti) | Ioana Ignat     | Andreea Ioncea | „I'd Rather Go Blind” (Etta James / Joe Bonamassa și Beth Hart)                 | Loredana Groza |
| 3    | Loredana Groza | „Tear in My Heart” (Twenty One Pilots) | Ștefan Roșcovan | Robert Botezan | „Come Together” (The Beatles) / „Cine iubește și lasă [Blestem]” (Maria Tănase) | Tudor Chirilă  |
| 4    | Tudor Chirilă  | „Creep” (Radiohead)                    | Teodora Buciu   | Ramona Nerra   | „One More Try” (George Michael)                                                 | Smiley         |

| Ordine | Artist                     | Cântec                                  |
| ------ | -------------------------- | --------------------------------------- |
| 1      | Vama                       | „Ghosts at War”                         |
| 2      | Smiley                     | „Confesiune”                            |
| 3      | Loredana Groza             | „Ziua de azi”                           |
| 4      | Robert Toma și Marius Moga | „Cum trăiește lumea bună” (Robert Toma) |

### Săptămâna 3: finala (16 decembrie)
Finala a avut loc pe 16 decembrie 2016. Fiecare concurent a interpretat câte trei piese: una solo, una împreună cu antrenorul și una împreună cu un invitat special. Votul publicului a decis câștigătoarea.
| Antrenor      | Concurent       | Ord. | Cântec solo                                                 | Ord. | Cântec în duet (cu antrenorul)                                  | Ord. | Cântec în duet (cu un invitat special)                                              | Loc |
| ------------- | --------------- | ---- | ----------------------------------------------------------- | ---- | --------------------------------------------------------------- | ---- | ----------------------------------------------------------------------------------- | --- |
| Tudor Chirilă | Teodora Buciu   | 1    | „Cry Baby” (Garnet Mimms and the Enchanters / Janis Joplin) | 5    | „Zmeul” (Vama Veche)                                            | 9    | „Who Wants to Live Forever” (Queen) — cu Tiberiu Albu                               | 1   |
| Marius Moga   | Ioana Ignat     | 6    | „Hymn to the Sea” / „My Heart Will Go On” (Céline Dion)     | 2    | „With a Little Help from My Friends” (The Beatles / Joe Cocker) | 10   | „Mamă, inima mi-i arsă” / „Cântec despre Bucovina” (Grigore Leșe) — cu Grigore Leșe | 4   |
| Tudor Chirilă | Robert Botezan  | 11   | „I Will Always Love You” (Dolly Parton / Whitney Houston)   | 7    | „Vara asta...” (Vama Veche)                                     | 3    | „Hallelujah” — cu Ligia Hojda (Leonard Cohen)                                       | 3   |
| Smiley        | Alexandru Mușat | 8    | „Still Got the Blues (For You)” (Gary Moore)                | 12   | „Hoochie Coochie Man” (Muddy Waters)                            | 4    | „Human” — cu Feli (Rag'n'Bone Man)                                                  | 2   |

| Ordine | Artist                                                                                                 | Cântec |
| ------ | --- | --- |
| 1      | Antonio Fabrizi, Ivana Farc, Sergiu Ferat, Alex Florea, Maria Hojda, Aliona Munteanu și Cristina Stroe | - Colaj: - „Colindul cerbului” (Ștefan Hrușcă) - „Florile dalbe” - „Santa Tell Me” (Ariana Grande) - „Rudolph the Red-Nosed Reindeer” (Harry Brannon / Gene Autry) - „Santa Claus Is Comin' to Town” / „Babbo Natale sta arrivando in città” (Tom Stacks / Mariah Carey) |
| 2      | Loredana Groza, Agurida, Skizzo Skillz și Damian Drăghici                                              | - Colaj: - „Of, inimioară” (Luminița Dobrescu) - „BiniDiTăt” (Skizzo Skillz) - „Mama mea e florăreasă” (Damian & Brothers, Loredana Groza și Connect-R) |
| 3      | Cristina Bălan                                                                                         | „Sertar cu amintiri” |
| 4      | Teodora Buciu și Tudor Chirilă                                                                         | „Zmeul” (Vama Veche) |

## Tabelele eliminărilor
| Legendă | Legendă                                                                          |
| --- | -------------------------------------------------------------------------------- |
| - Concurent în echipa Tudor - Concurent în echipa Loredana - Concurent în echipa Smiley - Concurent în echipa Moga | - Concurent salvat de public - Concurent salvat de antrenor - Concurent eliminat |

| Concurent ↓ Episod → | Concurent ↓ Episod →  | Săptămâna 1 | Săptămâna 2               | Săptămâna 3               |
| -------------------- | --------------------- | ----------- | ------------------------- | ------------------------- |
|                      | Teodora Buciu         | Salvată     | Salvată                   | Câștigătoare              |
|                      | Alexandru Mușat       | Salvat      | Salvat                    | Locul 2                   |
|                      | Robert Botezan        | Salvat      | Salvat                    | Locul 3                   |
|                      | Ioana Ignat           | Salvată     | Salvată                   | Locul 4                   |
|                      | Ramona Nerra          | Salvată     | Eliminată                 | Eliminați (locurile 5–8)  |
|                      | Ionuț Trif            | Salvat      | Eliminat                  | Eliminați (locurile 5–8)  |
|                      | Ștefan Roșcovan       | Salvat      | Eliminat                  | Eliminați (locurile 5–8)  |
|                      | Andreea Ioncea        | Salvată     | Eliminată                 | Eliminați (locurile 5–8)  |
|                      | Iuliana Dobre         | Eliminată   | Eliminați (locurile 9–12) | Eliminați (locurile 9–12) |
|                      | Sebastian Seredinschi | Eliminat    | Eliminați (locurile 9–12) | Eliminați (locurile 9–12) |
|                      | Alexandru Baroc       | Eliminat    | Eliminați (locurile 9–12) | Eliminați (locurile 9–12) |
|                      | Howard Dell           | Eliminat    | Eliminați (locurile 9–12) | Eliminați (locurile 9–12) |
| Concurent ↑ Etapă →  | Concurent ↑ Etapă →   | Primii 12   | Semifinala                | Finala                    |

| Concurent ↓ Episod → | Concurent ↓ Episod →  | Săptămâna 1 | Săptămâna 2 | Săptămâna 3  |
| -------------------- | --------------------- | ----------- | ----------- | ------------ |
|                      | Teodora Buciu         | Salvată     | Salvată     | Câștigătoare |
|                      | Robert Botezan        | Salvat      | Salvat      | Locul 3      |
|                      | Iuliana Dobre         | Eliminată   |             |              |
|                      |                       |             |             |              |
|                      | Alexandru Mușat       | Salvat      | Salvat      | Locul 2      |
|                      | Ramona Nerra          | Salvată     | Eliminată   |              |
|                      | Sebastian Seredinschi | Eliminat    |             |              |
|                      |                       |             |             |              |
|                      | Ioana Ignat           | Salvată     | Salvată     | Locul 4      |
|                      | Ionuț Trif            | Salvat      | Eliminat    |              |
|                      | Alexandru Baroc       | Eliminat    |             |              |
|                      |                       |             |             |              |
|                      | Ștefan Roșcovan       | Salvat      | Eliminat    |              |
|                      | Andreea Ioncea        | Salvată     | Eliminată   |              |
|                      | Howard Dell           | Eliminat    |             |              |
| Concurent ↑ Etapă →  | Concurent ↑ Etapă →   | Primii 12   | Semifinala  | Finala       |

## Incidente, critici și controverse

### Audiția lui Ștefan Roșcovan
Tudor Chirilă a fost criticat pe Internet de către fanii emisiunii, după ce acesta l-a ironizat și discreditat în episodul 3 pe concurentul Ștefan Roșcovan, care le-a mărturisit juraților că a cântat la İstanbul în fața a 350 000 de oameni, în cadrul unui turneu internațional susținut de către IFLC, o organizație ce promovează multiculturalismul și pacea mondială. Juratului i s-a părut „ușor neo-absurd” acest număr, făcând comentarii precum „Zici că sunt într-o carte de Bulgakov” sau „O companie care promovează pacea și, în loc să salveze oamenii din Biafra, face concerte de 350 000 de oameni pe cel mai mare stadion din İstanbul! Adică what the fuck?”. Loredanei, în schimb, i s-a părut „o idee extraordinară”; a considerat că Roșcovan este „un mesager extraordinar pentru [pacea mondială]” și că face „un lucru nemaipomenit”. Internauții au distribuit un articol din presa internațională care susține afirmațiile lui Roșcovan.

### Problematica formațiilor de coveruri
În episodul 5, cu ocazia participării cântărețelor Iulia Stoica și Aneea Opriș din Sibiu, care au mărturisit că au activat în trupa de coveruri Rym, Tudor Chirilă a ținut să-și exprime dezaprobarea față de formațiile care interpretează numai coveruri, spunând că acestea au o credibilitate artistică scăzută, că manifestă „o foarte mare relaxare și blazare”, că le lipsește „un minim de orgoliu de a fi creator” și că abundența acestora în România afectează negativ dezvoltarea industriei muzicale românești.
Juratul a mai menționat și că aceste formații beneficiază financiar de pe urma interpretărilor, fără a fi nevoite să plătească drepturi de autor compozitorilor pieselor pe care le cântă, de unde rezultă un dezavantaj pentru muzicienii care compun piese originale. Antrenorul a mai afirmat că „să vii la Vocea României ca să mai prinzi o nuntă [i] se pare trist”. Chirilă a mai clarificat că, prin criticile sale, nu s-a referit la trupele mici, începătoare, sau la trupele mai mari, care se bucură de recunoaștere datorită stilului unic de reinterpretare. Viziunea lui Tudor a fost împărtășită și de ceilalți antrenori.
În răspuns la afirmațiile juratului, Stoica a declarat că a venit la concurs „pentru a [se] reprezenta pe [sine însăși] și, implicit, pentru a promova orice tip de proiect muzical în care [ar] fi fost implicată”. Concurenta a mai menționat că nu mai face parte din Rym și că trupa și-a permis să investească în echipamente de calitate numai datorită oportunităților prezentate acesteia tocmai din faptul că interpretează coveruri și nu muzică originală, susținând că publicul român preferă să asculte piese autohtone reinterpretate, fiindcă mulți dintre artiștii originali, pe care aceasta i-a numit „dive fără nume”, nu ar fi capabili să susțină cu brio un spectacol live.
Cântăreața a adăugat că preferă să reinterpreteze piese de Tina Turner, AC/DC, Eric Clapton și alții, decât să compună piese asemănătoare cu „Dale papi” (Lariss), care au succes la publicul din România și pe care ea nu le agreează. Deși Stoica a fost de acord că industria muzicală românească se află într-o stare proastă, cu foarte puțini artiști valoroși, printre care i-a menționat pe Smiley, Loredana Groza și Carla's Dreams, ea a exprimat o viziune incluzivă față de piața autohtonă de coveruri și și-a declarat intenția de a lansa un album de muzică originală.

### Acuzații de modificare a vocilor
Sebastian Muntean și Irina Tănase, concurenți în sezonul 1, au acuzat Pro TV că, spre deosebire de primele trei sezoane, a modificat vocile concurenților, aplicând corecții de ton, armonii vocale și efecte precum reverberații, ecouri, întârzieri și compresii. De asemenea, Muntean s-a declarat dezamăgit de nivelul concurenților, în ciuda efectelor, și i-a criticat pe membrii juriului fiindcă și-au întors scaunele și s-au luptat intens pentru concurenți pe care îi considera foarte slab pregătiți.

## Audiențe
| Legendă                                                                          |
| -------------------------------------------------------------------------------- |
| - Ora de Vară a Europei de Est (ora de vară) - Ora Europei de Est (ora de iarnă) |

| Etapă               | Nr. | Data difuzării     | Poziție în grilă | Segment de public | Segment de public | Segment de public | Segment de public | Segment de public | Segment de public | Segment de public | Segment de public | Segment de public | Segment de public     | Segment de public     | Segment de public     | Segment de public     | Surse         |
| Etapă               | Nr. | Data difuzării     | Poziție în grilă | Național          | Național          | Național          | Național          | Național          | Urban             | Urban             | Urban             | Urban             | Comercial (18–49 ani) | Comercial (18–49 ani) | Comercial (18–49 ani) | Comercial (18–49 ani) | Surse         |
| Etapă               | Nr. | Data difuzării     | Poziție în grilă | Loc               | Vârf (mii)        | Medie (mii)       | Rating (%)        | Cotă (%)          | Loc               | Medie (mii)       | Rating (%)        | Cotă (%)          | Loc                   | Medie (mii)           | Rating (%)            | Cotă (%)              | Surse         |
| ------------------- | --- | ------------------ | ---------------- | ----------------- | ----------------- | ----------------- | ----------------- | ----------------- | ----------------- | ----------------- | ----------------- | ----------------- | --------------------- | --------------------- | --------------------- | --------------------- | ------------- |
| Audiții pe nevăzute | 01  | 9 septembrie 2016  | Vineri, 20:30    | 1                 | 2 100             | 1 605             | 08,9              | 21,5              | 1                 | 0 976             | 10,0              | 24,1              | 1                     | 478                   | 10,7                  | 32,9                  | [ 9 ] [ 33 ]  |
| Audiții pe nevăzute | 02  | 11 septembrie 2016 | Duminică, 20:30  | 1                 | 2 000             | 1 541             | 08,6              | 20,0              | 1                 | 1 054             | 10,8              | 23,8              | 1                     | 517                   | 11,5                  | 29,5                  | [ 11 ] [ 34 ] |
| Audiții pe nevăzute | 03  | 16 septembrie 2016 | Vineri, 20:30    | 1                 | 1 900             | 1 544             | 08,6              | 20,5              | 1                 | 0 891             | 09,1              | 21,6              | 1                     | 442                   | 09,9                  | 29,1                  | [ 12 ] [ 35 ] |
| Audiții pe nevăzute | 04  | 23 septembrie 2016 | Vineri, 20:30    | 1                 | 2 400             | 1 763             | 09,8              | 21,3              | 1                 | 1 065             | 10,9              | 24,2              | 1                     | 524                   | 11,7                  | 29,6                  | [ 14 ] [ 36 ] |
| Audiții pe nevăzute | 05  | 30 septembrie 2016 | Vineri, 20:30    | 1                 | 2 500             | 1 815             | 10,1              | 22,2              | 1                 | 0 992             | 10,2              | 22,9              | 1                     | 550                   | 12,3                  | 33,5                  | [ 15 ] [ 37 ] |
| Audiții pe nevăzute | 06  | 7 octombrie 2016   | Vineri, 20:30    | 1                 | 2 290             | 1 749             | 09,7              | 21,5              | 1                 | 1 095             | 11,2              | 23,5              | 1                     | 598                   | 13,4                  | 32,0                  | [ 17 ] [ 38 ] |
| Audiții pe nevăzute | 07  | 14 octombrie 2016  | Vineri, 20:30    | 1                 | 2 400             | 1 736             | 09,7              | 20,9              | 1                 | 1 083             | 11,1              | 23,9              | 1                     | 572                   | 12,8                  | 33,0                  | [ 18 ] [ 39 ] |
| Confruntări         | 08  | 21 octombrie 2016  | Vineri, 20:30    | 1                 | 2 000             | 1 461             | 08,1              | 19,7              | 1                 | 0 917             | 09,4              | 21,6              | 1                     | 481                   | 10,7                  | 28,3                  | [ 19 ] [ 40 ] |
| Confruntări         | 09  | 28 octombrie 2016  | Vineri, 20:30    | 1                 | 1 900             | 1 554             | 08,7              | 19,4              | 1                 | 1 021             | 10,5              | 23,1              | 1                     | 560                   | 12,4                  | 32,6                  | [ 20 ] [ 41 ] |
| Confruntări         | 10  | 4 noiembrie 2016   | Vineri, 20:30    | 1                 | 1 800             | 1 369             | 07,6              | 17,4              | 1                 | 0 908             | 09,3              | 20,9              | 1                     | 459                   | 10,2                  | 28,2                  | [ 21 ] [ 42 ] |
| Confruntări         | 11  | 11 noiembrie 2016  | Vineri, 20:30    | 3                 | 1 900             | 1 298             | 07,2              | 15,0              | 2                 | 0 817             | 08,4              | 16,8              | 1                     | 430                   | 09,5                  | 22,8                  | [ 22 ] [ 43 ] |
| Knockouturi         | 12  | 18 noiembrie 2016  | Vineri, 20:30    | 2                 | 1 700             | 1 228             | 06,8              | 15,4              | 2                 | 0 787             | 08,1              | 18,0              | 1                     | 413                   | 09,2                  | 24,2                  | [ 23 ] [ 44 ] |
| Knockouturi         | 13  | 25 noiembrie 2016  | Vineri, 20:30    | 2                 | 1 800             | 1 197             | 06,7              | 14,4              | 2                 | 0 730             | 07,5              | 16,0              | 1                     | 383                   | 08,5                  | 21,9                  | [ 24 ] [ 45 ] |
| Primii 12           | 14  | 2 decembrie 2016   | Vineri, 20:30    | 1                 | 2 000             | 1 285             | 07,2              | 18,5              | 1                 | 0 825             | 08,5              | 20,6              | 1                     | 450                   | 10,0                  | 27,3                  | [ 25 ] [ 46 ] |
| Semifinală          | 15  | 9 decembrie 2016   | Vineri, 20:30    | 2                 |                   | 1 115             | 06,2              | 15,0              | 1                 | 0 693             | 07,1              | 17,1              | 1                     | 331                   | 07,3                  | 22,2                  | [ 47 ]        |
| Finală              | 16  | 16 decembrie 2016  | Vineri, 20:30    | 1                 | 1 987             | 1 300             | 07,2              | 17,8              | 1                 | 0 849             | 08,7              | 20,6              | 1                     | 412                   | 09,1                  | 25,6                  | [ 26 ] [ 48 ] |